# Бечка страначка школа
Бечка страначка школа у Пратерштрасе је најважнија и најбитнија установа образовања бечке Социјалдемократске партије Аустрије. Основана је 1924. године.

## Историја
Бечка је школа основана 1924. године, међутим, већ је постојала једна школа (Страначка школа у Боденбаху 1910—1914) пре Првог светског рата. Бечка школа је постојала до 1934. године. У двадесетим и тридесетим годинама 20. века обучавала је 60 до 100 апсолвената годишње. Била је део образовног система, који је од окружних страначких школа, преко бечке страначке школе, ишао до виших разреда бечке радничке високе школе. Управник школе од 1927. до 1934. је био Франц Раушер, који је касније био државни секретар у савезном министарству за осигуравање имовине и планирање привреде.
Наставне теме и њихови наставници су били:
- Марксистичке економске науке (у почетку Карл Ренер, касније савезни председник, а наследио га је Бенедикт Кауцки)
- Социјална и економска слојевитост становништва Немачке Аустрије (Адолф Шерф, касније савезни председник)
- Економске кризне појаве; Економски проблеми садашњости (Хелене Бауер, Кауцки)
- Синдикални проблеми (Виктор Штајн)
- Устав републике (Макс Адлер)

Карл Чернец је 1947. поново отворио школу. У задње 72 године, преко 1000 функционера странке успешно је апсолвирало ову врсту образовања.